# Mala Ježevica
Mala Ježevica (en serbe cyrillique : Мала Јежевица) est un village de Serbie situé dans la municipalité de Požega, district de Zlatibor. Au recensement de 2011, il comptait 257 habitants.

## Géographie
Le village de Mala Ježevica se situe à 16,5 km au nord de Požega, sur la route qui mène à Belgrade par Divčibare. Les villages voisins sont Ljutice, Duškovci, Donja Dobrinja, Srednja Dobrinja, Gornja Dobrinja, Čestobrodica  et Kalenići. 
Le village est situé à une altitude d'environ 500 m. Il est entouré au nord par les monts Bogicevic brdo (661 m) et Perisic brdo (643 m), au nord-est par le Golo brdo (694 m), à l'est par les monts Hrast et Stojkovic Brdo, au sud par les monts Madjersko Brdo (582 m) et Vranovina (578 m), au sud-ouest par le mont Bremena (605 m).

## Histoire
Mala Ježevica est citée la première fois en 1525 dans des registres ottomans. Il doit probablement son nom à un petit cours d'eau, le Jezov Potok, qui prend sa source à Duškovci, ou bien à une sorte d'herbe poussant en abondance dans la région.

## Démographie
| 1948 | 1953 | 1961 | 1971 | 1981 | 1991 | 2002 | 2011 |
| ---- | ---- | ---- | ---- | ---- | ---- | ---- | ---- |
| 597  | 589  | 529  | 442  | 388  | 355  | 304  | 257  |

|  |